# Lettiske medlemmer af Europa-Parlamentet 2009-2014
Dette er en liste over medlemmer af Europa-Parlamentet for Letland fra 2009 til det næste valg i 2014, sorteret efter navn.
- Ivars Godmanis, Latvijas Pirmā partija/Latvijas Ceļš, (ALDE)
- Sandra Kalniete, Pilsoniskā savienība, (EPP)
- Artūrs Kariņš, Jaunais laiks, (EPP)
- Aleksandrs Mirskis, Saskaņas Centrs, (PASD)
- Alfreds Rubiks, Saskaņas Centrs, (GUE-NGL)
- Kārlis Šadurskis, Pilsoniskā savienība, (EPP)
- Inese Vaidere, Pilsoniskā savienība, (EPP)
- Tatjana Ždanoka, Par cilvēka tiesībām vienotā Latvijā, (EG-EFA)
- Roberts Zīle, Tēvzemei un Brīvībai/LNNK, (ECR)